# Асьєнто

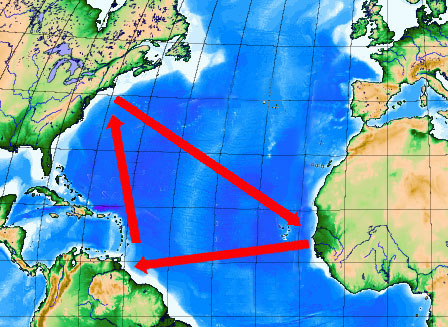
Найприбутковішою статтею доходу вважалося ввезення в колонії рабів за маршрутами трикутної торгівлі, бо раби служили основою колоніальної економіки

Асьєнто (ісп. reale assiento — «королівська згода») — монопольне право на ввезення в іспанські колонії рабів-негрів з Африки, що надавалося іспанською монархією приватним особам і компаніям з 1543 по 1834 рік.
У XVII—XVIII століттях асьєнто служило запорукою швидкого збагачення приватних осіб. Конкурентну боротьбу за асьєнто вели португальці та голландці, до яких пізніше приєдналися французи і англійці.
На початку XVIII століття спорідненість іспанських монархів з Людовиком XIV призвело до того, що за рахунок асьєнто збагачувалися французи; основними бенефіціарами при цьому виступали Жан-Батист Дюкасс та Антуан Кроза.
За підсумками Війни за іспанську спадщину (1713) право асьєнто було надано Великій Британії. Перший міністр Роберт Гарлі передав монополію на торгівлю з іспанськими колоніями приватній Компанії Південних морів, яка в обмін прийняла на себе державний борг, який непомірно виріс за роки війни.
Британські купці постійно скаржилися на те, що з подачі іспанців їхню монополію порушують голландці та французи. У той же час іспанці були незадоволені тим, що британці порушують граничні обсяги торгівлі, обумовлені в 1713 році.
Цей клубок протиріч вилився в 1739 році в англо-іспанську Війну за асьєнто, яка в англомовній літературі фігурує під назвою «війна за вухо Дженкінса».